# Est du Tocantins

Étendue de la région de l'est du Tocantins.

L'est du Tocantins est l'une des 2 mésorégions de l'État du Tocantins. Elle regroupe 46 municipalités groupées en 3 microrégions.

## Données
La région compte 844 249 habitants pour 155 834 km².

## Microrégions
La mésorégion de l'est du Tocantins est subdivisée en 3 microrégions:
- Dianópolis
- Jalapão
- Porto Nacional